# Klas Lunding
Klas Lunding, född 6 november 1961, är en svensk skivbolagsman mest känd för att ha startat skivbolagen Stranded Rekords och Telegram Records Stockholm.

## Biografi
Klas Lunding startade tillsammans med Ander Tapper 1979 skivbolaget Stranded Rekords med artister som Ratata, Lustans Lakejer och Reeperbahn. Stranded Rekords skrev 1981 ett licensavtal med Stikkan Andersons Polar Music, och 1983 köptes bolaget i sin helhet av Polar.
Under 1980-talet drev Lunding även klubben Zanzibar på Ritz tillsammans med Micke Goulos.
År 1988 startade han skivbolaget Telegram Records Stockholm och upptäckte flera då okända artister som kontrakterades, där bland Titiyo, Leila K, Rob'n'Raz och Just D. Senare tillkom även artister som Popsicle, Olle Ljungström, Stina Nordenstam och The Soundtrack Of Our Lives. Lunding var senare även med och startade andra bolag, Mekano Records, Mekano Film & Television, ljudeffektbolaget PowerFX Systems, bokförlaget Koala Press samt internetbyråerna Nation Digital Media och Abel & Baker. 
Efter att WEA Time Warner köpt upp Telegram Records Stockholm 1993 arbetade han fram till 1997 med A&R på Telegram/WEA. 
År 1997 köpte Lunding skivetiketten Dolores Recordings tillsammans med Isse Samie och där kontrakterades artister som Caesars, Broder Daniel och Nicolai Dunger.
1999 köptes Dolores av Virgin Records/EMI. Under 2000-talet kontrakterade Lunding en mängd framgångsrika artister som The Ark, Håkan Hellström, Melody Club, BWO, Kleerup, Little Jinder och Salem Al Fakir.
År 2010 lämnade Lunding och Isse Samie EMI och startade Stranded Rekords på nytt tillsammans med Universal Music. Under första året hade man framgångar med Håkan Hellström, Graveyard och Anna Järvinen.
Lunding grundade 2012 skivbolaget 100 Songs tillsammans med Ben Malén och Ola Håkansson.
Lunding startade runt 1990 även tillsammans med journalisten Warda Khaldi och Johan Lindström musikbranschtidningen Topp40. Tidningen bytte senare namn till MI (Musikindustrin).
Klas Lunding driver Telegram Studios & Telegram Musikförlag tillsammans med Isse Samie och Håkan Hellström. Lunding driver också Telegram Bokförlag (tidigare Schibsted Förlagen AB) med bland andra Annika Seward Jensen.
Sedan 2015 är Woah Dad! det nya skivbolaget.

## Priser
Klas Lunding fick juryns specialpris vid Grammisgalan 1990 med motiveringen: "För sin ungdom till trots, under många år legat i frontlinjen och öppnat dörrarna för ny svensk musik."
Klas Lunding vann 2015 hederspriset MVP(Most Valuable Person) i musikpriset Denniz Pop Award. 